# Quercus prinoides
Quercus prinoides är en bokväxtart som beskrevs av Carl Ludwig von Willdenow. Quercus prinoides ingår i släktet ekar, och familjen bokväxter. IUCN kategoriserar arten globalt som livskraftig. Inga underarter finns listade.

## Bildgalleri

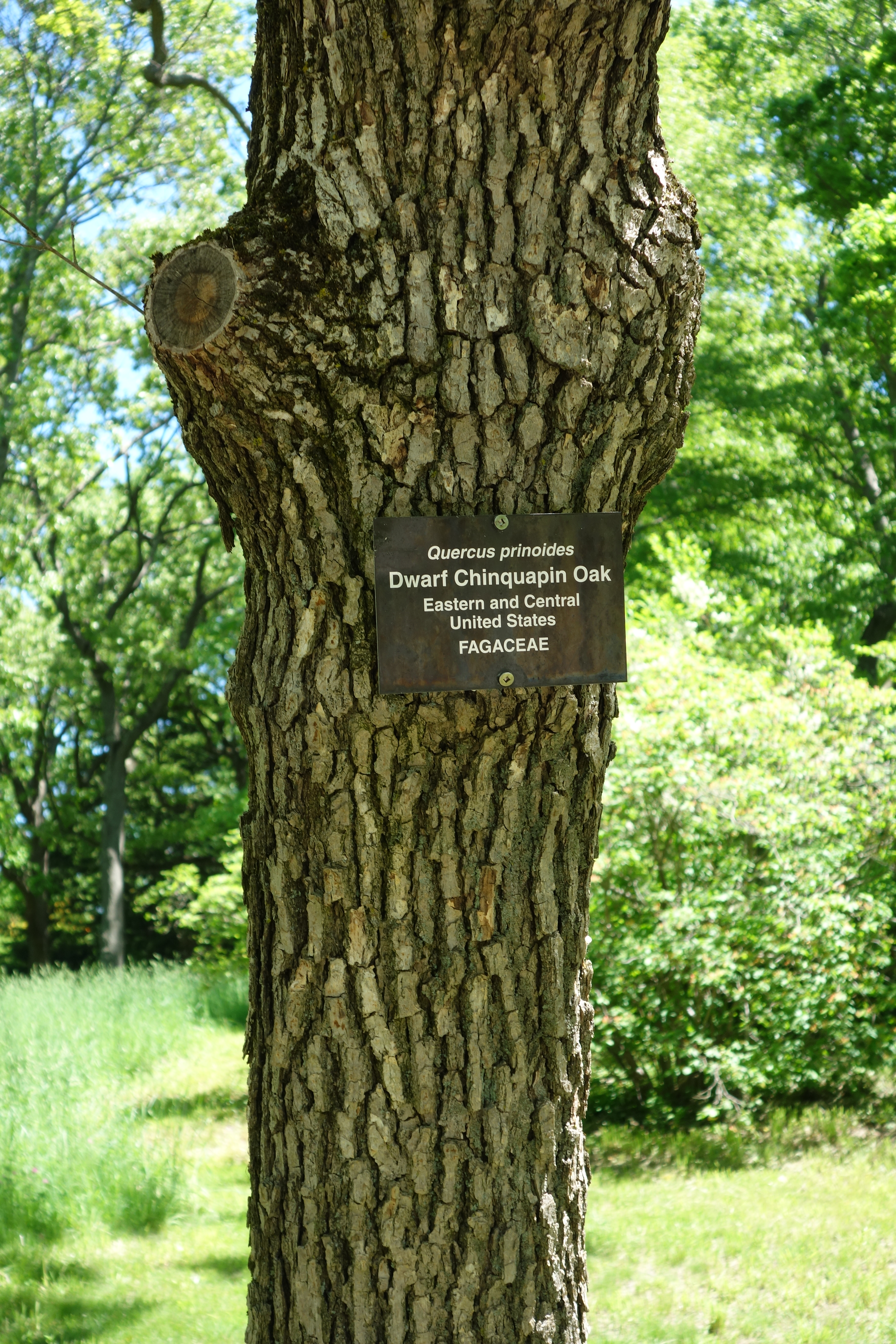